# 櫻花建設

櫻花建設由櫻花集團董事長張宗璽於1987年5月成立。1997年7月正式掛牌上市。2004年張宗璽爆發財務危機；2008年4月，寶佳機構入主櫻花建設，成為集團第一家上市公司，並由林陳海的長子林家宏擔任董事長。

## 外部連結
- 櫻花建設 （页面存档备份，存于）